# Événements politiques de 1984 à 1988 en Nouvelle-Calédonie
Batailles
Prise d'otages d'Ouvéa
Les événements politiques de 1984 à 1988 en Nouvelle-Calédonie, ou simplement  les Événements, sont une période de l'histoire de cette collectivité française qui fut marquée par une quasi-guerre civile voire ethnique qui opposa partisans et opposants à l'indépendance vis-à-vis de la France du territoire d'outre-mer de Nouvelle-Calédonie entre 1984 et 1988. Marquée par plusieurs morts dans les deux camps ainsi que les meurtres d'une dizaine de gendarmes, la mise en place de l'état d'urgence, une présence renforcée des forces militaires françaises et une importante couverture médiatique tant nationale qu'internationale, elle a profondément marqué l'histoire contemporaine de cet archipel de l'océan Pacifique. La violence atteint son paroxysme avec la prise d'otages d'Ouvéa en 1988. La paix civile est rétablie avec la signature des accords de Matignon le 26 juin 1988.

## Contexte

Logo du festival Mélanésia 2000

La Nouvelle-Calédonie a été inscrite une première fois en 1946 sur la liste des territoires non autonomes selon l'Organisation des Nations unies, qui la considère comme non-décolonisée, mais en est retirée l'année suivante. Elle y est inscrite à nouveau en 1986. 
La revendication nationaliste kanak commence à se développer à partir de la fin des années 1960. En effet, des étudiants liés au mouvement de Mai 68 en France métropolitaine reviennent en Nouvelle-Calédonie influencés par des idées de gauche. C'est le cas de Nidoïsh Naisseline qui fonde le mouvement des « Foulards rouges » en 1969, ou d'Élie Poigoune, Gabriel Moentéapo, Edmond Koataida, Déwé Gorodey et Sylvain Néa qui créent en 1971 le « Groupe 1878 » en référence à la grande révolte kanak de 1878. Si ce dernier mouvement, surtout composé de militants de la Grande Terre, fait de la restitution sans condition des terres aux clans mélanésiens l'un de ses principaux chevaux de bataille, le premier, constitué essentiellement de Mélanésiens des Îles Loyauté où la présence européenne a toujours été plus limitée, se concentre au contraire sur les questions identitaires et culturelles. En effet, pour les « Foulards rouges » : « L'identité kanak est une question de vie ou de mort ».
Cette première revendication finit par prendre forme sur l'échiquier politique vers le milieu des années 1970, avec les premiers partis politiques prenant officiellement position pour cette indépendance comme l'Union multiraciale de Yann Céléné Uregeï en juin 1975 ou le Parti de libération kanak  (Palika) qui naît de la fusion des « Foulards rouges » et du « Groupe 1878 » en juillet 1975.
L'Union calédonienne, jusque-là formation autonomiste et centriste qui a dominé les institutions locales de 1953 à 1972 avec pour slogan « Deux couleurs, un seul peuple », voit pour sa part évoluer en son sein une nouvelle génération de dirigeants eux-mêmes acquis aux thèses indépendantistes. Sous la conduite de Jean-Marie Tjibaou, qui avait déjà organisé le festival Mélanésia 2000 du 2 au 7 septembre 1975 pour mettre en avant la culture et définir une identité kanak, il s'agit pour la plupart d'anciens séminaristes ou membres de l'enseignement catholique comme les Kanaks Éloi Machoro et Yeiwéné Yeiwéné, le Métropolitain Pierre Declercq et le métis François Burck. Ayant rallié à leur cause la vieille garde du parti, à commencer par ses fondateurs, le député et président du mouvement Rock Pidjot et son ancien meneur Maurice Lenormand, ils sont à l'origine de la décision prise lors du congrès de Bourail en mai 1977 de prendre officiellement parti pour l'indépendance. Jean-Marie Tjibaou, qui en est élu vice-président, en devient le nouvel homme fort, le président Rock Pidjot et le commissaire général Maurice Lenormand ne gardant qu'une autorité morale de pure forme. Les autres membres de la nouvelle génération arrivent au poste clé : Pierre Declercq est secrétaire général, Éloi Machoro est son adjoint et François Burck entre également au bureau politique.
À la fin des années 1970, la revendication s'accélère avec la création du Front indépendantiste en 1979 sous la conduite de Jean-Marie Tjibaou, comprenant les principales forces de ce camp : l'Union calédonienne représentant la ligne la plus modérée, le Palika et surtout le Front uni de libération kanak (FULK, nouveau nom de l'Union multiraciale) incarnant pour leur part la ligne la plus dure. Les non-indépendantistes (aussi appelés « loyalistes ») de leur côté se regroupent dans un parti commun d'abord appelé Rassemblement pour la Calédonie (RPC) en 1977 puis Rassemblement pour la Calédonie dans la République (RPCR) à partir de 1978, présidé par le nouveau député Jacques Lafleur. Entre les deux, la Fédération pour une nouvelle société calédonienne (FNSC) tente d'incarner une troisième voie centriste, non-indépendantiste mais autonomiste et favorable à une prise en compte de l'identité spécifique de la Nouvelle-Calédonie dans l'ensemble français. 
À partir de 1981, la situation se tend sur tout le territoire. Après l'assassinat de Pierre Declercq le 19 septembre 1981, des barrages et des manifestations éclatent durant un mois. Le renversement de majorité à l'Assemblée territoriale en juin 1982, la FNSC rompant son alliance avec le RPCR pour former une nouvelle coalition avec le Front indépendantiste permettant à Jean-Marie Tjibaou de former le nouveau Conseil de gouvernement (l'exécutif local), provoque de nouvelles tensions. Pour protester contre ce renversement de situation, les loyalistes descendent dans la rue et investissent l'Assemblée territoriale avant d'être repoussés par la police. Pour rétablir l'ordre et montrer au gouvernement de Paris qu'il a le soutien de la population néo-calédonienne, Jacques Lafleur démissionne le 6 juillet 1982 de son mandat de parlementaire et se représente à sa propre succession lors de l'élection législative partielle du 5 septembre qui se transforme en véritable plébiscite en sa faveur. En effet, l'électorat de la FNSC, mécontente de la nouvelle alliance de leur parti, se reporte en masse sur le député sortant qui est réélu avec 91,4 % des voix. 
Ensuite, tout s'accélère. Deux gendarmes sont tués en 1983 et en juillet de la même année, à Nainville-les-Roches, le nouveau ministre de l'Outre-Mer, Georges Lemoine, réunit les chefs des deux camps pour négocier un nouveau statut. Les indépendantistes croient alors obtenir que seuls les Kanaks, soit environ 60 000 habitants sur les 127 000 que comptait alors la Nouvelle-Calédonie, voteraient lors du référendum d'autodétermination prévu pour 1989, tout en reconnaissant les descendants de colons comme des « victimes de l'histoire ». Le RPCR s'insurge contre cette promesse, refuse de signer la déclaration finale de la rencontre par laquelle « nous (les Calédoniens d'origine européenne) serions "acceptés" nous, Calédoniens, parce que victimes de l'histoire ». Jacques Lafleur s'en prend au « statut évolutif et de transition » proposé par le gouvernement Mauroy en exprimant à la tribune de l'Assemblée nationale ses craintes que ce régime cache une indépendance déguisée : « Transition, peut-être, vers un nouveau système électoral baptisé démocratique, où la minorité devient majorité par un savant découpage géographique et la manipulation politique »:212-213. D'un autre côte, Jean-Marie Tjibaou et les indépendantistes souhaitent que cette limitation du corps électoral soit acquise, et de préférence avant les prochaines échéances électorales de 1984 où le RPCR était pressenti pour obtenir une importante victoire. Comme le nouveau statut mis en place par le ministre Georges Lemoine ne lui donne pas satisfaction, il décide alors de changer de stratégie.
Tout d'abord, sous la conduite de Yann Céléné Uregeï, des liens sont tissés avec la Libye de Mouammar Kadhafi. En juillet et août 1984, il se rend à Tripoli avec Éloi Machoro, secrétaire général de l'UC, puis organise en septembre de la même année l'envoi de 17 jeunes militants indépendantistes pour recevoir une formation militaire d'un mois dans un complexe de la capitale libyenne.
Le 24 septembre 1984, le dirigeant nationaliste kanak dissout le Front indépendantiste, réunit la quasi-totalité des indépendantistes derrière lui au sein du Front de libération nationale kanak et socialiste (FLNKS) et appelle à boycotter les élections territoriales du 18 novembre 1984 pour protester contre le statut Lemoine qui, selon eux, ne va pas assez vers leur objectif d'émancipation du peuple kanak. Si Tjibaou, son bras droit Yeiwéné Yeiwéné ou encore le Parti socialiste calédonien (PSC) incarnent toujours la ligne la plus modérée, ils décident ainsi de se rapprocher de la tendance la plus radicale et la plus à gauche, partisane d'une accession à l'indépendance par la lutte armée, représentée par le Palika et le FULK mais aussi désormais par Éloi Machoro au sein de l'UC ainsi que par le syndicat Union syndicale des travailleurs kanaks et des exploités (USTKE).

## Déroulement
Ce changement de stratégie du camp indépendantiste marque le début de quatre années de conflits politiques et ethniques, de guerre civile et d'insurrection nationaliste, ce qui est appelé « Les Événements ». Plusieurs phases apparaissent dans le déroulement de la période. Il s'agit tout d'abord d'affrontements camp contre camp qui aboutissent à un premier compromis avec le statut Fabius-Pisani de 1984 à 1986, suivi d'une phase de durcissement de la politique du gouvernement français contre les indépendantistes qui cherchent alors des soutiens sur la scène internationale de 1986 à 1988, pour se terminer par l'apogée de la violence qui pousse finalement les dirigeants politiques à mettre en place une solution pacifiée entre 1988 et 1989.

### Du boycott au statut Fabius-Pisani (novembre 1984-mars 1986)

#### Boycott et institutions parallèles (novembre-décembre 1984)
Le 18 novembre 1984, le boycott des élections a finalement lieu, symbolisé par le geste d'Éloi Machoro brisant l'urne électorale dans la mairie de Canala. Le territoire entre rapidement en situation pré-insurrectionnelle. Des barrages sont dressés sur tout le territoire et de nombreux affrontements ont lieu. Ainsi, le 20 novembre, des heurts se produisent à Ponérihouen et Ouvéa. Le commissaire délégué (sous-préfet) des Îles Loyauté Demar est séquestré chez lui tandis qu'Éloi Machoro commence un véritable « siège » de la commune de Thio : les « Caldoches » sont désarmés et la gendarmerie est occupée. La tension continue à monter partout et les premiers morts surviennent lors de la fusillade de Ouégoa qui fait trois victimes le 30 novembre. Deux jours plus tard, un éleveur d'origine européenne meurt lors d'un affrontement sur des barrages, tandis que dans la soirée Éloi Machoro et 500 militants désarment cinq hélicoptère du Groupe d'intervention de la Gendarmerie nationale (GIGN) à Thio. Puis, le 5 décembre, une embuscade est organisée près de Hienghène par des éleveurs « caldoches » faisant 10 morts dont deux frères de Jean-Marie Tjibaou. En représailles, les Kanaks incendient et pillent les maisons des Européens. Le 27 décembre, Jacques Lafleur déclare que la Nouvelle-Calédonie est en état de « légitime défense » et demande bientôt au gouvernement français de faire dissoudre et interdire le FLNKS. À Nouméa, les militants du FLNKS protègent les commerces des Européens ou des membres d'autres communautés ralliés à leurs causes (la pharmacie de Maurice Lenormand, la station service d'André Dang Van Nha, par exemple).
En parallèle, les dirigeants de chaque parti mettent en place des structures institutionnelles séparées. Largement ressorti victorieux des élections, le RPCR forme un Gouvernement du Territoire présidé par le sénateur kanak non-indépendantiste Dick Ukeiwé, un des principaux soutiens de Jacques Lafleur et proche du chef de file de la droite française Jacques Chirac, le 23 novembre. Le 1er décembre, à la tribu de La Conception située dans la commune du Mont-Dore dans la banlieue de Nouméa, Jean-Marie Tjibaou crée le Gouvernement provisoire de Kanaky (GPK):79, véritable exécutif parallèle et clandestin ayant autorité sur les zones contrôlées par le FLNKS, et il en prend la présidence. S'y associent la constitution de véritables milices (les Comités de Lutte pour les indépendantistes, des Caldoches de Brousse, notamment autour du maire de Thio et dirigeant local du Front national Roger Galliot, et des milices loyalistes à Nouméa). Plus tard, s'y ajouteront des organes médiatiques pour relayer les discours des deux camps : le RPCR crée ainsi la Radio Rythme Bleu (RRB, à partir d'une station existant depuis 1981 et jusque-là appelée Radio Riposte Bis) le 3 mars 1985, le FLNKS la Radio Djiido le 24 septembre 1985.
L'État organise également sa réaction. Le 1er décembre 1984, le gouvernement socialiste décide d'envoyer comme nouveau Haut-commissaire de la République le commissaire européen, ancien ministre gaulliste de gauche et désormais proche du président François Mitterrand, Edgard Pisani. Sa première décision est, à partir du 4 décembre, de faire commencer l'évacuation des familles caldoches par hélicoptère dans les zones contrôlées par les indépendantistes, tout particulièrement sur la côte Est de la Grande Terre. L'armée s'affiche en ville, toute manifestation est interdite, les tribus sont surveillées militairement, des escadrons de 6 000 gendarmes arrivent sur le Territoire et des bateaux de guerre ravitaillent le nord de l'île. Pour éviter l'escalade dans un rapport de force très défavorable aux indépendantistes, le FLNKS ordonne la levée des barrages le 10 décembre même si la situation reste tendue sur tout le Territoire. La « Brousse » (la Grande Terre à l'exception de l'agglomération nouméenne) reste divisée entre zones contrôlées soit par les forces de l'ordre, soit par les milices formées par des éleveurs d'origine européenne, soit par les « comités de lutte » du FLNKS. Jacques Lafleur comme Jean-Marie Tjibaou, malgré les déclarations fracassantes contre l'adversaire, appellent à la paix et déclarent dès le début des violences espérer un retour à une coexistence pacifique entre les différentes communautés de l'archipel.

#### Projet d'indépendance-association et état d'urgence (janvier-août 1985)

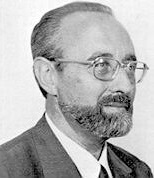
Le Haut-commissaire puis ministre chargé de la Nouvelle-Calédonie, Edgard Pisani.

Le Haut-commissaire Edgard Pisani propose le 7 janvier 1985 un projet « d'indépendance-association », prévoyant l'organisation en juillet d'un référendum qui donnerait le choix entre le maintien dans la République française ou la création d'un État indépendant associé à la France. Très critiqué, cet événement fait repartir la violence. Le RPCR réplique le 25 janvier suivant par la voix du président du gouvernement du Territoire Dick Ukeiwé : il propose un statut de type fédéral, tandis que l'Assemblée territoriale vote massivement contre le projet de référendum et d'« indépendance-association » le 31 mai. Le FLNKS également rejette le « plan Pisani » lors de son congrès de Nakéty le 9 février suivant. Seule la FNSC du maire de Bourail Jean-Pierre Aïfa, devenue un parti mineur, ainsi que son allié, le Parti fédéral kanak d'Opao (PFK, mouvement indépendantiste modéré créé en mai 1985 par Gabriel Païta, un ancien membre de l'Union calédonienne qu'il a quittée en 1984 pour protester contre la radicalisation de son action), sont les seules forces politiques néo-calédoniennes à se prononcer en faveur, le 26 juin 1985, du projet d'« indépendance-association ». 
La tension explose le 11 janvier lorsque Yves Tual, jeune de 17 ans, est tué par des militants indépendantistes sur la propriété de ses parents près de Thio. Cette mort entraîne de violentes émeutes anti-indépendantistes à Nouméa dans la nuit du 11 au 12 janvier. Les commerces de personnalités indépendantistes dans la capitale sont pris d'assauts[pas clair], incendiés ou pillés : la pharmacie générale (appartenant à Maurice Lenormand), la station service d'André Dang Van Nha (qui doit partir s'installer en Australie), entre autres. Les manifestants loyalistes convergent vers le Haut-commissariat. Le bilan se dresse à 48 blessés et 51 interpellations. Dès le lendemain, un autre décès provoque le soulèvement de l'autre camp, celui des indépendantistes : la gendarmerie déclenche alors une opération pour libérer la maison d'un Européen occupé par des militants indépendantistes emmenés par Éloi Machoro près de La Foa. La gendarmerie finira par donner l'assaut après plusieurs sommations. Éloi Machoro et un autre Kanak, Marcel Nonnaro, sont tués en dehors de la maison par deux tireurs du GIGN, notamment par un tir de précision au fusil FR-F1 du capitaine Jean-Pierre Picon, venus de France pour cela et immédiatement exfiltrés. Daniel Cerdan, ancien membre du GIGN, apporte son témoignage sur la « neutralisation » d’Éloi Machoro,. Un compagnon d’Éloi Machoro, Marc Fifita-Ne, donne un éclairage bien différent sur les circonstances de sa mort. Quoi qu'il en soit, à la suite de cela, le FLNKS durcit le ton lors de son congrès réuni dans la tribu de Machoro à Canala, Nakéty, le 9 février. Les pouvoirs du bureau politique du Front sont alors renforcés, il décide que les instances de base sont les Comités de lutte unitaires installés dans chaque commune afin d'organiser les actions sur le terrain et les occupations de terre tout en désignant les 37 députés de la Convention nationale, véritable « Parlement » indépendantiste chargé d'élire le gouvernement provisoire de Kanaky et d'adopter son budget. Appelant sinon au boycott de l'« école coloniale », des Écoles populaires kanak, offrant des enseignements en langues vernaculaires, sont créées dans les zones contrôlées par le FLNKS. Le boycott est levé en mai, avec un libre choix des parents, tandis que l'on compte 56 EPK dans 8 communes comptant 230 animateurs scolarisés et 1 500 à 2 000 enfants Kanaks scolarisés (soit environ 15 % du total). 
Ainsi, à partir de mars, la violence atteint son paroxysme. Les affrontements se succèdent jours et nuits sur l'ensemble du Territoire dans un climat de quasi guerre civile, avec assassinats, incendies, grèves, manifestations, barrages, plasticages, sabotages, arrestations et opérations militaires. De nouvelles émeutes anti-indépendantistes ont lieu le 8 mai : un jeune Kanak, Célestin Zongo, est tué par balles, une centaine de personnes sont blessées.
Face à ces nouveaux affrontements, qui voient les deux camps s'opposer mais aussi prendre à partie directement l'État, ce dernier décide de mettre en place l'état d'urgence et d'installer le couvre-feu en Nouvelle-Calédonie le 12 janvier 1985, prolongés à la suite d'un vote du Parlement le 24 janvier et n'étant levés respectivement que les 30 et 14 juin. La question néo-calédonienne prenant une importance considérable dans le débat politique et médiatique national, le président de la République François Mitterrand décide, le 19 janvier, de réaliser une visite éclair de 24 heures sur le Territoire pour annoncer l'élaboration prochaine par le gouvernement d'un nouveau statut. Dans le même temps, plus de 30 000 personnes défilent à Nouméa pour la Nouvelle-Calédonie française. Une nouvelle manifestation anti-indépendantiste est organisée dans le chef-lieu le 26 février, un « défilé de la liberté » au cours duquel 35 000 personnes marchent contre le couvre-feu et l'état d'urgence. Plus tard, le 24 septembre, en visite sur le Territoire, le président du Rassemblement pour la République (RPR) et chef de l'opposition Jacques Chirac organise un meeting « bleu, blanc, rouge » devant plus de 7 000 personnes sur la Place des Cocotiers : tout en critiquant le projet d'indépendance-association (système « profondément malhonnête et indigne »), il se prononce en faveur d’un référendum d'autodétermination et de la mise en place d'une aide exceptionnelle pour favoriser le développement du territoire (programme d’équipements collectifs et création d’un centre urbain sur la Côte est). En réponse aux indépendantistes, il déclare : « Vous êtes chez vous mais nous sommes aussi chez nous car nous avons tous ici notre place dans un destin commun : Mélanésiens, Caldoches venus de la vieille Europe mais aussi Wallisiens, Tahitiens ou Asiatiques. Oui, nous sommes chez nous car nous sommes en France ! ».

#### Le statut Fabius-Pisani (août 1985-mars 1986)
Face au rejet presque unanime des deux camps de sa première proposition et à la violence désormais généralisée, Edgard Pisani est nommé le 21 mai ministre chargé de la Nouvelle-Calédonie dans le gouvernement socialiste de Laurent Fabius. Il prépare un nouveau statut avec le Premier ministre Laurent Fabius, le texte étant voté le 23 août 1985 : il accorde plus d'autonomie à la Nouvelle-Calédonie, avec surtout la création de quatre Régions (Nord, Centre, Sud et Îles) disposant chacune d'un conseil élu au suffrage universel à la proportionnelle de liste, la réunion de ces quatre conseils formant le Congrès du Territoire qui remplace l'Assemblée territoriale de Nouvelle-Calédonie. L'exécutif appartient de nouveau au Haut-commissaire toutefois secondé par un Conseil exécutif dirigé par le président du Congrès et composé des quatre présidents de Région. Il est créé également dans chaque région un conseil consultatif coutumier, dont la réunion forme le conseil coutumier territorial. L'Assemblée territoriale est donc dissoute neuf mois après son élection, et les premières « élections régionales » sont fixées pour le 29 septembre suivant. 
Le FLNKS approuve ce nouveau statut, voué pour lui à être transitoire, et décide cette fois de participer aux élections. Il présente des listes dans chaque régions, menées par quatre personnalités toutes issues de l'UC : Jean-Marie Tjibaou dans le Nord, le député Rock Pidjot dans le Sud, Léopold Jorédié (successeur d'Éloi Machoro en tant que « ministre de la Sécurité » du « Gouvernement provisoire de Kanaky ») dans le Centre et Yeiwéné Yeiwéné (« porte-parole, ministre des Finances et de la Solidarité nationale » du « GPK » et bras droit de Tjibaou) dans les Îles.       
Le RPCR pour sa part ne cache pas son mécontentement, d'une part parce qu'aucune des propositions avancées dans son projet de statut fédéral de janvier 1985 n'est retenues, d'autre part parce que le nouveau découpage favorise grandement les indépendantistes, pourtant minoritaires sur l'ensemble du Territoire mais désormais sûrs d'être majoritaires, et de loin, dans deux des nouvelles régions (le Nord et les Îles), le Sud étant sûr de revenir aux anti-indépendantistes tandis que le scrutin dans le Centre est plus ouvert. Lors du débat sur la loi à l'Assemblée nationale le 20 août, Jacques Lafleur déclare à la tribune : « Nos débats se trouvent entachés d'une véritable violation de la Constitution et je me demande quelle peut être la validité de nos délibérations. [...] Je savais que les gouvernements socialistes avaient pour habitude de ne pas respecter les lois qu'ils avaient eux-mêmes fait voter, concernant la Nouvelle-Calédonie, mais je n'osais pas imaginer que l'on irait, pour forcer une terre française à devenir étrangère, jusqu'à violer la Constitution elle-même » :216-217. Quoi qu'il en soit, le RPCR, une fois le statut voté, s'y résout par légalisme. Jacques Lafleur mène la liste dans le Sud, le sénateur et président du gouvernement territorial sortant Dick Ukeiwé dans le Centre, l'éleveur Robert Frouin dans le Nord et Goïne Ferdinand Wamo dans les Îles. De plus, si la liste officielle du RPCR de Robert Frouin dans le Nord est destinée essentiellement à rassembler derrière elle l'électorat des éleveurs d'origine européenne, minoritaires dans cette province, le parti décide également de monter une deuxième liste, baptisée « Rassemblement Paix et Coutume » (RPC), dirigée par le kanak Henri Wetta (beau-frère de Jean-Marie Tjibaou mais membre depuis sa création du RPCR), pour canaliser les voix des mélanésiens anti-indépendantistes. Finalement, le RPCR remporte une seule région, celle du Sud (présidée par Jean Lèques puis Pierre Frogier), mais obtient la majorité au Congrès ainsi que la présidence de cette assemblée et donc du Conseil exécutif (en la personne de Dick Ukeiwé). Le FLNKS quant à lui remporte les trois autres Régions (Jean-Marie Tjibaou dans le Nord, Léopold Jorédié dans le Centre et Yeiwéné Yeiwéné dans les Îles Loyauté). 
Ayant rempli sa mission et la situation étant revenue à une certaine normalité, malgré le maintien de heurts fréquents, Edgard Pisani démissionne du gouvernement Fabius le 15 novembre pour n'être pas remplacé. L'opposition entre le RPCR et le FLNKS reprend une certaine normalité, au moins jusqu'aux élections législatives du 16 mars 1986. Le FLNKS tout particulièrement est déchiré quant à la stratégie à adopter. Lors de la convention du FLNKS organisée à Sarraméa le 16 février 1986, Yann Céléné Uregeï pose un véritable ultimatum en annonçant que quoi qu'il arrive le FULK boycotterait ce scrutin, s'opposant à l'UC qui eux militent alors pour une candidature. Finalement, une majorité des Comités de lutte du Front se prononcent en faveur d'un boycott, décision à laquelle le parti de Tjibaou doit donc se ranger :77-101.

### Changement de majorité nationale et internationalisation de la revendication indépendantiste kanak (mars 1986-janvier 1988)
Les élections législatives de mars 1986 sont marquées par une alternance politique à l'échelle nationale, avec le retour au pouvoir de la droite : le gouvernement de la Première cohabitation dirigé par Jacques Chirac, avec Bernard Pons comme ministre de l'Outre-mer et le Tahitien Gaston Flosse comme secrétaire d'État aux problèmes du Pacifique Sud, décide de durcir le ton vis-à-vis des indépendantistes. Ceux-ci alors cherchent à obtenir de nouveaux soutiens auprès des instances internationales. 

#### Statut Pons I et tribune à l'ONU (mars-décembre 1986)
L'une des premières mesures du ministre Bernard Pons est de réformer le statut Fabius-Pisani, ce qui est appelé le « statut Pons I » dont le projet est présenté dès avril 1986 et adopté le 17 juillet. Il vise à contrer l'indépendance, réduit les compétences des quatre Conseils de Région, transforme l'Office foncier en Agence de développement rural et d'aménagement foncier (ADRAF), établissement public local qui organise la redistribution des terres non plus sur la base du domaine coutumier mais sur celui de la propriété privée, et organise un référendum d'autodétermination sur la question de l'indépendance dont la participation est pour la première fois restreinte aux seules personnes pouvant justifier de trois ans de résidence. D'autres mesures sont décidées, que le Premier ministre Jacques Chirac annonce personnellement lors d'un déplacement en août 1986 : 10 milliards de Francs pacifique sont annoncés pour la relance de l'économie et les premières conventions État-Territoire sont signées.  
Rejetant cette politique, le FLNKS retombe dans une stratégie plus clandestine et lors de son congrès de Wé (Lifou) le 15 août, il adopte une motion établissant que le front ne participerait à un référendum que si le scrutin était réservé au seul peuple kanak. Par ailleurs, l'évolution du procès des « embusqués caldoches » de Hienghène de décembre 1984 tend davantage les rapports entre les indépendantistes et l'État : le 29 septembre, la cour d'assise de Nouméa conclut à un non-lieu dans le procès en première instance, avant que cour d'appel de Nouméa renvoie le 20 novembre les embusqués de Hienghène devant les Assises. Le Front, sous la conduite directe de Jean-Marie Tjibaou qui a pris en main les relations internationales au sein du GPK à la place de Yann Céléné Uregeï, dont il n'approuve pas la proximité avec la Libye, entame alors une intense activité diplomatique. Dès le 17 juillet 1986, le jour même de l'adoption du statut Pons I, le Forum des îles du Pacifique réuni à Goroka en Papouasie-Nouvelle-Guinée apporte son soutien au FLNKS et à l'indépendance de la Nouvelle-Calédonie. Il gagne également le soutien des Pays non-alignés. Ce qui lui permet d'obtenir le vote par l'Assemblée générale des Nations unies (à la majorité des 3/5e de ses membres) de la résolution 41/41 A affirmant « le droit inaliénable du peuple de la Nouvelle-Calédonie à l’autodétermination et à l’indépendance » et inscrivant l'archipel sur la Liste des territoires non autonomes selon l'ONU. À partir de là, le FLNKS se sert de l'ONU comme d'une véritable tribune pour relayer sa revendication et critiquer le gouvernement français. 

#### Nomadisation, référendum et nouveaux boycotts (janvier-septembre 1987)
À partir du début de l'année 1987, l'État met en place une surveillance militaire des tribus, dite « nomadisation », par patrouilles continues d'unités mobiles. De nouvelles manifestations ont lieu : une indépendantiste est violemment dispersée à Nouméa en août ; au contraire, le 9 septembre, le RPCR peut réunir plus de 30 000 personnes pour une « Fête de la Liberté » au stade Brunelet. 
Le FLNKS décide surtout de boycotter le référendum d'autodétermination que veut organiser le gouvernement, mais aussi les VIIIe Jeux du Pacifique Sud organisés par la Nouvelle-Calédonie du 8 au 20 décembre 1987. Plusieurs pays décident de ne pas s'y rendre ou de réduire leur participation en soutien aux indépendantistes kanaks : Tonga, le Vanuatu et les îles Salomon, par exemple. Onze pays y participent pleinement malgré tout.
Le référendum se tient finalement le 13 septembre. Comme attendu, l'indépendance est rejetée à 98,3 % des suffrages exprimés, avec une participation de 59,1 % des inscrits. 

#### Vers le statut Pons II et retour de la violence (septembre 1987-janvier 1988)
Immédiatement après ce scrutin, Jacques Chirac fait une nouvelle visite sur le Territoire du 15 au 17 septembre 1987. Devant 20 à 25 000 personnes, il annonce sa volonté d'établir une autonomie du Territoire associant toutes les tendances politiques, le maintien du pouvoir d’arbitrage de l’État, la redéfinition et le renforcement des pouvoirs des régions et la représentation du pouvoir coutumier. Il se prononce aussi pour la création de quatre collectivités, à l’Est, à l’Ouest, au Sud et dans les Îles Loyauté. Ces principes sont repris dans le « Statut Pons II » du 22 janvier 1988, qui accentue l'autonomie du Territoire par la transformation du Conseil exécutif dont le président est désormais élu par les membres du Congrès et composé des présidents des conseils de Régions et cinq membres élus par le Congrès à la proportionnelle sur scrutin de liste, tandis que le nouveau découpage régional est entériné. Le Congrès du Territoire et les Conseils de Régions élus en 1985 sont alors dissous, et un nouveau scrutin est prévu pour le 24 avril 1988, soit le même jour que le premier tour de l'élection présidentielle. 
La tension remonte, en raison des conséquences de ce référendum pour les indépendantistes qui, naturellement, refusent de participer aux futures institutions du statut Pons II, mais également à cause de plusieurs frustrations ou incidents. Tout d'abord, le 29 octobre 1987, les Assises acquittent définitivement les embusqués de Hienghène en concluant à la légitime défense. Jean-Marie Tjibaou réagit vivement à cette décision, déclarant que : « La chasse au Kanak est ouverte ». Ensuite, le 6 novembre, des incidents ont lieu à la tribu de Saint-Louis, dans la banlieue de Nouméa : dans le cadre d'une opération d'enquête judiciaire sur des actes de délinquance commis dans cette zone par la gendarmerie, un jeune kanak de 17 ans, Léopold Dawano, qui avait pris la fuite, est tué par un tir des forces de l'ordre. S'ensuit de violents affrontements entre jeunes de la tribu, qui dressent des barricades à l'entrée et échangent des tirs avec les gendarmes (qui feront deux blessés parmi les militaires). Le calme est finalement rétabli à la fin de la journée. La tension remonte dans cette tribu à la suite de 32 interpellations de militants indépendantistes, dont Yeiwéné Yeiwéné, le 30 novembre. La cérémonie d'ouverture des Jeux du Pacifique Sud le 8 décembre est particulièrement électrique, des affrontements entre manifestants indépendantistes et forces de l'ordre ayant lieu devant le stade Numa-Daly qui se trouve recouvert des fumées des gaz lacrymogènes. 
Dans le même temps, les actions diplomatiques de Jean-Marie Tjibaou se poursuivent. Le 18 octobre, il dépose à l'ONU un projet de Constitution pour un éventuel futur État indépendant, la « Kanaky ». Cependant, le 4 décembre suivant, le FLNKS perd le soutien d'une vingtaine de pays à l'ONU.

### Apogée de la violence et accords (janvier 1988-mai 1989)

#### L'escalade (janvier-avril 1988)
La mise en place du statut Pons II et les tensions liées à la nomadisation créent toutes les conditions de retour à une situation similaire à celle de 1984 et 1985. 
Les provocations entre partis reprennent. Le 15 mars 1988, le RPCR estime la revendication indépendantiste close depuis le référendum d'autodétermination de septembre 1987, et demande la dissolution du FLNKS. Celui-ci décide, comme il l'avait fait aux élections territoriales de novembre 1984, le boycott actif du premier tour de l'élection présidentielle et des élections régionales du 24 avril. À cette tension politique s'ajoute une recrudescence des affrontements sur le terrain. Des 19 au 23 février 1988, des incidents ont lieu à la tribu de Tiéti, sur le territoire de la commune de Poindimié : 10 gendarmes sont pris en otages puis relâchés, tandis que 15 militants indépendantistes sont arrêtés. 

#### Le paroxysme de la violence: la prise d'otages d'Ouvéa et son issue sanglante (avril-mai 1988)
Deux jours avant le scrutin, le 22 avril, des indépendantistes attaquent la gendarmerie de Fayaoué sur l'île d'Ouvéa : quatre gendarmes sont tués, 27 sont pris en otages. C'est le début de la prise d'otage d'Ouvéa. Des incidents ont lieu le même jour sur tout le Territoire, notamment à Canala, isolé par l'armée qui incendie plusieurs cases. Le FLNKS expose trois conditions à la libération des otages : l’annulation des élections régionales, le retrait des forces de l’ordre de l’île et la nomination d’un médiateur. Une négociation est tentée par la gendarmerie et le GIGN, permettant la libération le 25 avril des 11 otages qui avaient été emmenés vers le Sud d'Ouvéa en échange de quoi six membres du GIGN acceptent d'être pris en otage volontaires. Pour autant, le gouvernement se prépare à une opération de force : le 25 avril toujours, l'île d'Ouvéa est interdite aux journalistes, tandis que le ministre Bernard Pons arrive sur le Territoire avec des renforts de gendarmerie. Trois jours plus tard, des éléments des Forces Spéciales arrivent, suivis le 30 avril de fusiliers marins sur la Grande Terre. Dans un contexte d'entre-deux-tours de l'élection présidentielle qui voient s'affronter le président sortant François Mitterrand et son Premier ministre Jacques Chirac, les deux hommes acceptent finalement la libération par la force des derniers otages. L'« Opération Victor » a lieu le 5 mai : un commando, composé de militaires du GIGN, du 11e Choc et du commando Hubert, intervient dans la grotte de Gossanah. Les militants indépendantistes qui les retenaient (19 en tout) ainsi que deux militaires sont tués. 29 personnes sont interpelées dans le cadre de cette affaire, et transférés à Paris le 10 mai, avant d'être libérés pour 12 d'entre eux le 3 août (le reste va l'être avec l'ensemble des amnistiés prévus par les accords le 18 novembre). Si la prise d'otages d'Ouvéa est ainsi terminée, le bilan humain ainsi que les conditions exactes du déroulement des opérations choquent l'opinion publique tant néo-calédonienne que nationale, créent de vives polémiques et des débats qui ressurgissent régulièrement sur la scène médiatique. Une information judiciaire sur les conditions de l'assaut de la grotte d'Ouvéa est ouverte dès le 31 mai, mais fermée en raison de la loi d'amnistie prévue par les accords de Matignon. 

#### Les accords et le retour à la paix civile (mai 1988-mai 1989)
Choqués par les événements d'Ouvéa, les dirigeants des deux camps comme le nouveau gouvernement national décident d'entamer des négociations. Réélu, François Mitterrand a nommé comme Premier ministre Michel Rocard le 10 mai. Il se fixe immédiatement comme priorité de trouver une solution pacifique au problème néo-calédonien, et désigne cinq jours plus tard une mission de dialogue pour préparer des négociations en la confiant au préfet rocardien Christian Blanc qui avait secondé Edgard Pisani de 1984 à 1985. Cette mission arrive sur le Territoire le 20 mai et rencontre rapidement une attitude favorable de Jacques Lafleur et de Jean-Marie Tjibaou, même si les deux hommes doivent faire face à des réticences parmi leurs partisans. Une première rencontre a lieu entre eux à l'Hôtel Matignon le 15 juin, donnant lieu à la « poignée de main historique » qui devient le symbole du rapprochement et de la paix retrouvée. 
L'Accord tripartite de Matignon (État - Loyalistes - Indépendantistes) est signé le 26 juin. Il met fin aux Événements, et prévoit un nouveau statut transitoire en attendant un référendum sur l'indépendance prévu pour 1998. S'il est pleinement accepté par RPCR le 24 juillet, le FLNKS, réuni le même jour en convention à Ouvéa, demande des pourparlers complémentaires à sa convention d'Ouvéa. Ceux-ci ont lieu au ministère de l'Outre-mer (en l'absence de Jacques Lafleur qui, pour éviter de fatigants aller-retour vers Paris qu'il tend à limiter à la suite d'un infarctus subi en juin 1986, suit les négociations de ce second accord depuis sa propriété de Ouaco) et aboutissent le 19 août à l'Accord d'Oudinot (du nom du siège du ministère où il est signé, rue Oudinot à Paris) qui vient compléter celui de Matignon, notamment en le précisant sur le corps électoral, le découpage des nouvelles provinces et l'amnistie. Les deux accords sont réunis sous le nom général d'Accords de Matignon ou encore d'Accords de Matignon-Oudinot. Cette fois-ci, il est totalement entériné par le FLNKS lors de la convention de Nindiah à Houaïlou le 11 septembre, seul le FULK le rejetant, se mettant alors en retrait des instances du Front (pour en sortir définitivement en 1989). De même, au RPCR, l'essentiel des troupes suivent la décision de leurs chefs, même si, pour la première, des dissidences apparaissent : par exemple, le maire de Dumbéa, commune de la banlieue de Nouméa, Bernard Marrant quitte le parti pour former une formation avec d'autres personnalités loyalistes opposées aux accords. Le référendum sur l'autodétermination en Nouvelle-Calédonie organisé le 26 juin 1988 dans toute la France ratifie les accords : si l'abstention nationale est particulièrement forte (63,11 %), le « oui » l'emporte à 80 %. Sur le Territoire, l'abstention s'élève à 36,7 %, le « oui » est voté à 57,03 %, alors que le « non » a été choisi par 67 % des électeurs dans la Région Sud, signe que l'initiative de Jacques Lafleur n'a pas pleinement été suivi par son électorat et qui apparaît alors comme une forme de désaveu. Quoi qu'il en soit, le pays gagne un nouveau statut.
La paix civile met toutefois plus de temps à s'installer, du fait d'interrogations, de réticences et de ressentiments tenaces dans les deux camps. Le 4 mai 1989, lors des commémorations de levée de deuil à Ouvéa en l'honneur des morts indépendantistes de l'incident de Gossanah, Jean-Marie Tjibaou et son bras droit Yeiwéné Yeiwéné sont assassinés par un intégriste indépendantiste, militant du FULK, Djubelly Wéa, qui est lui-même immédiatement tué par les gardes du corps des deux hommes. Après ce drame, qui laisse le FLNKS orphelin de son meneur historique et charismatique, Jacques Lafleur apparaît comme le dernier grand signataire des accords et un rempart contre le retour des violences et pour le maintien de la paix, tandis que la famille anti-indépendantiste, pourtant dans un premier temps critique comme l'atteste le résultat du référendum, resserre les rangs derrière lui, le Front national admettant lui-même être « déboussolé » et « obligé de revoir toute sa position » pour les élections provinciales à venir.

## Bilan, conséquences et impacts
Les Événements ont provoqué la mort de plus de 90 personnes : kanaks, caldoches, policiers et militaires confondus (sur une population à l'époque d'environ 160 000 habitants). Les affrontements les plus meurtriers ont eu lieu fin 1984, début 1985, et lors de la prise d'otage d'Ouvéa en 1988.
Après ces années de violence, les élections voient la victoire des deux partis signataires et les faibles résultats des mouvements s'étant opposés aux accords. Depuis, la crainte d'un retour des violences est un des arguments majeurs employés par la classe politique locale comme nationale pour trouver des solutions institutionnelles nouvelles. C'est dans ce but que le référendum d'autodétermination de 1998 a été remplacé par un nouvel accord signé à Nouméa, ouvrant une nouvelle période transitoire jusqu'à une autodétermination s'échelonnant progressivement en plusieurs consultations à partir de 2018.
Malgré cela, cette période reste largement chargée émotionnellement au sein de la population néo-calédonienne, et a peu fait l'objet de travaux scientifiques de la part d'historiens. La prise d'otages d'Ouvéa reste alors l'événement le plus évoqué, et le plus polémique, à travers plusieurs livres, reportages et un film, L'Ordre et la Morale de et avec Mathieu Kassovitz sorti en 2011. Signe de l'aspect sensible de ce sujet, il a été impossible de tourner le film sur les lieux du drame pour des raisons de sécurité. Il a donc été tourné en Polynésie française, avec le soutien des autorités politiques locales. Le film n'est pas diffusé en Nouvelle-Calédonie au moment de sa sortie en salle. Le seul exploitant sur l'île l'a refusé au motif que l’œuvre de Kassovitz serait « très caricaturale et polémique » accusant le film de « rouvrir des plaies cicatrisées ».
En revanche, les accords ont fait l'objet de nombreuses actions mémorielles. Elle a largement contribué à créer une aura particulière autour de ses deux signataires principaux, Jacques Lafleur et Jean-Marie Tjibaou. Le premier en a largement bénéficié pour s'imposer comme l'homme fort de l'archipel jusqu'en 2004, date de sa première défaite électorale, tandis que le second a donné son nom au Centre culturel monumental inauguré en 1998 à Nouméa pour valoriser la culture kanak. Les deux hommes de la « poignée de main » ont reçu (à titre posthume pour Jean-Marie Tjibaou) la « Colombe de la Paix », prix décerné chaque année depuis 2008 par l'Allemagne soutenue par l'UNESCO.